# Сулімеж (Нижньосілезьке воєводство)
Сулімеж (пол. Sulimierz, нім. Neudorf-Sulau) — село в Польщі, у гміні Мілич Мілицького повіту Нижньосілезького воєводства.
Населення — 159 осіб (2011).
У 1975-1998 роках село належало до Вроцлавського воєводства.

## Демографія
Демографічна структура станом на 31 березня 2011 року:
|          | Загалом | Допрацездатний вік | Працездатний вік | Постпрацездатний вік |
| -------- | ------- | ------------------ | ---------------- | -------------------- |
| Чоловіки | 77      | 16                 | 56               | 5                    |
| Жінки    | 82      | 16                 | 49               | 17                   |
| Разом    | 159     | 32                 | 105              | 22                   |